# Dekanat Żuławy Steblewskie
Dekanat Żuławy Steblewskie – jeden z 24 dekanatów katolickich archidiecezji gdańskiej, obejmujący obszar gmin Cedry Wielkie, Suchy Dąb oraz części gminy Pruszcz Gdański. Dziekanem jest ks. dr Czesław Sołtys. 

## Parafie
W skład dekanatu wchodzi 8 parafii:
1. Parafia MB Częstochowskiej w Kiezmarku – Kiezmark
2. Parafia MB Różańcowej w Koźlinach – Koźliny 53
3. Parafia Niepokalanego Serca Maryi w Wiślinie – Wiślina, ul. Słoneczna 14
4. Parafia św. Aniołów Stróżów w Cedrach Wielkich – Cedry Wielkie, ul. Osadników Wojskowych 2
5. Parafia św. Anny i św. Joachima w Suchym Dębie – Suchy Dąb, ul. Sportowa 2
6. Parafia św. Antoniego z Padwy w Wocławach – Wocławy 59
7. Parafia Świętych Apostołów Piotra i Pawła w Trutnowach – Trutnowy 18
8. Parafia św. Jana Chrzciciela w Giemlicach – Giemlice 12

## Kościoły filialne
- Parafia MB Częstochowskiej w Kiezmarku
  - Kościół filialny Ducha Świętego – Cedry Małe, ul. Kościelna 2
- Parafia MB Różańcowej w Koźlinach
  - Kościół filialny Znalezienia Krzyża Świętego – Krzywe Koło
- Parafia Niepokalanego Serca Maryi w Wiślinie
  - Kościół filialny MB Królowej Korony Polskiej – Rokitnica, ul. Ogrodowa
- Parafia św. Aniołów Stróżów w Cedrach Wielkich
  - Kościół filialny św. Brata Alberta – Leszkowy
- Parafia św. Anny i św. Joachima w Suchym Dębie
  - Kościół filialny Trójcy Świętej – Grabiny-Zameczek
- Parafia św. Antoniego z Padwy w Wocławach
  - Kościół filialny św. Teresy Benedykty od Krzyża – Koszwały, ul. Lipowa
- Parafia Świętych Apostołów Piotra i Pawła w Trutnowach
  - Kościół filialny Wniebowzięcia NMP – Wróblewo
- Parafia św. Jana Chrzciciela w Giemlicach
  - Kościół filialny św. Antoniego z Padwy – Osice

## Sąsiednie dekanaty
Gdańsk-Śródmieście, Gdańsk-Dolne Miasto, Pruszcz Gdański, Tczew (diec. pelplińska)